# Mścigniew
Mścigniew – staropolskie imię męskie. Oznacza: ten, który mści, zwalcza swój gniew. Wspomniane w dokumentach z 1234 roku. Mścigniew imieniny obchodzi 19 grudnia.
Podobne imiona: Mścisław (Mszczuj, Mstuj), Mścibor, Mściwoj, Mściwuj, Pomścibor.
Żeński odpowiednik: Mścigniewa.